# Panarea
Panarea és la més petita (3,4 km²) i la menys elevada de les illes Eòlies (la màxima altitud, el Timpone del Corvo, fa 421 m). Amb els illots de Basiluzzo, Spinazzola, Lisca Bianca, Dattilo, Bottaro, Lisca Nera i els esculls dels Panarelli i de les Formiche forma un petit arxipèlag entre Lipari al sud-oest i Stromboli al nord-est, que sobresurt d'un únic sòcol submarí.
L'illa té uns 240 habitants, repartits entre les localitats de San Pietro (el port principal, centre comercial i turístic de l'illa), Ditella al nord-est i Drautto al sud-oest.
Des del punt de vista geològic, Panarea és l'illa més antiga de les Eòlies, i amb els illots veïns és tot el que resta dels fenòmens eruptius d'una única conca volcànica, avui dia gairebé del tot submergida i erosionada pel mar i el vent. Les últimes traces d'activitat volcànica actual es donen a la platja de la Calcara, al nord-est de l'illa, amb fumaroles de vapor que arriben a 100 °C de temperatura. També hi ha fenòmens d'aquesta mena sota el mar.